# Dusičnan tetraamminměďnatý
Dusičnan tetraamminměďnatý nebo také TACN je komplexní sůl dvojmocné mědi a kyseliny dusičné. Sytě modrou barvu krystalů soli zapříčiňuje tetraaminový komplex mědi [Cu(NH3)4]2+, který je ve vodném roztoku komplexován dvěma dalšími molekulami vody.

## Příprava

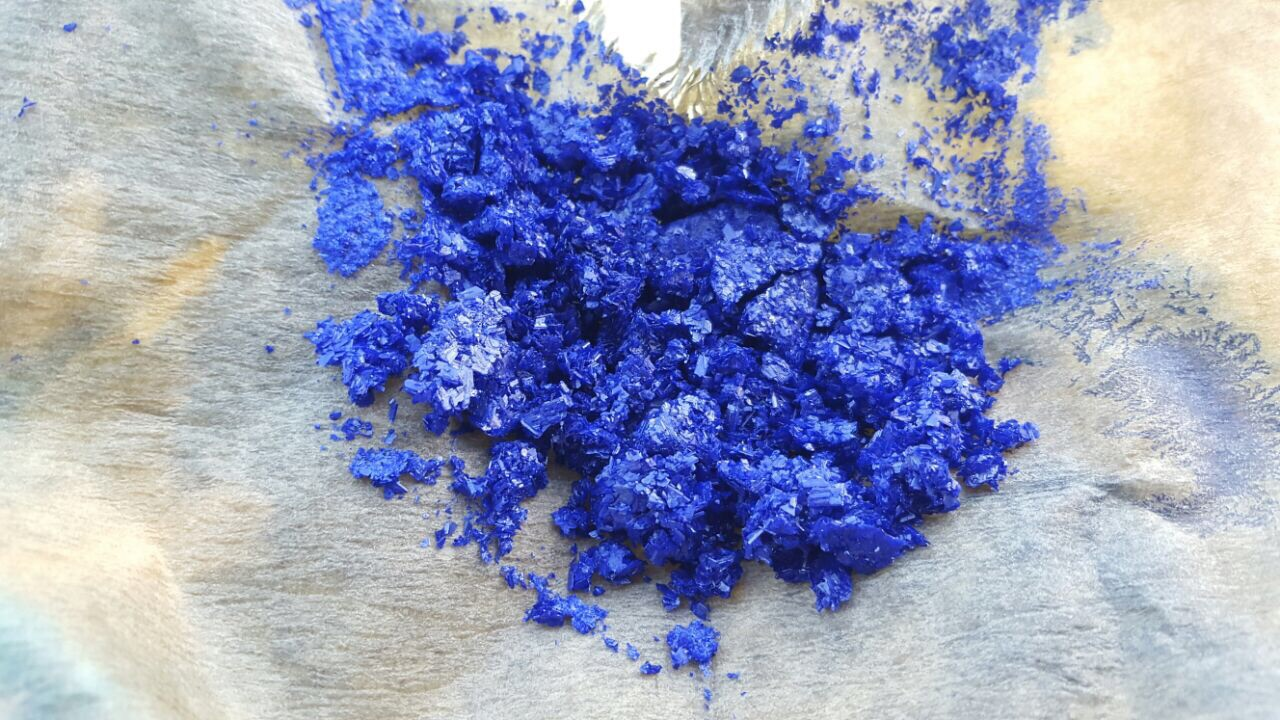
Vlhké krystaly dusičnanu tetraamminměďnatého

Dusičnan tetraamminměďnatý se vyrábí přidáním amoniaku do nasyceného roztoku dusičnanu měďnatého:
Cu(NO3)2 + 4 NH3 → [Cu(NH3)4](NO3)2
Lze jej také připravit rozpuštěním mědi v amoniakem nasyceném roztoku dusičnanu amonného za vzniku plynného vodíku a následné krystalizaci dusičnanu tetraamminměďnatého:
Cu + 2 NH4NO3 + 2 NH3 → [Cu(NH3)4](NO3)2 + H2

## Vlastnosti
Dusičnan tetraamminměďnatý je tmavě modrá pevná látka, která krystalizuje v kosočtverečné soustavě s prostorovou grupu Pnnm (číslo 58) při pokojové teplotě. Při teplotě 77 K má monoklinickou krystalovou strukturu s prostorovou grupou P21/n (číslo 14, pozice 2).
Při silném zahřátí se dusičnan tetraamminměďnatý nejprve zkapalní a pak se rozplyne a měď reaguje se vzdušným kyslíkem za vzniku oxidu meďnatého.
Díky dusičnanovému aniontu a snadno oxidovatelnému ligandu amoniaku je tato sloučenina nestabilní vůči teplu, nárazům a tření.
Dusičnan tetraamminměďnatý může působit jako výbušnina. Díky nízké rychlosti detonace (2900 m/s) a nízké výbušnosti je to jedna ze slabých výbušnin:
[Cu(NH3)4](NO3)2 → Cu + 3 N2 + 6 H2O
Dusičnan tetraamminměďnatý reaguje s kyselinou dusičnou za vzniku dusičnanu měďnatého.
[Cu(NH3)4](NO3)2 + 4 HNO3 → Cu(NO3)2 + 4 NH4NO3